# پایان قدرت
پایان قدرت: از اتاق‌های تصمیم‌گیری تا میدان‌های جنگ و کلیساها، چرا در قدرت بودن مانند گذشته نیست (انگلیسی: The End of Power: From Boardrooms to Battlefields and Churches to States, Why Being in Charge Isn't What It Used to Be) کتابی است نوشته مویسس ناییم که دربارهٔ کاهش قدرت در رهبران و نهادهای حاکمیتی صحبت می‌کند. تم کلی کتاب اشاره به این دارد که گرچه به قدرت رسیدن آسان‌تر شده‌است ولی استفاده از آن برای کنترل دیگران دشوارتر شده‌است. این کتاب بیان می‌کند حفظ قدرت پس از کسب آن سخت‌تر شده‌است. ناییم براین نظر است که جهان‌شدن، رشد اقتصادی، رشد جهانی طبقه متوسط، گسترش دموکراسی، گسترش سریع و روزافزون فناوری‌های ارتباط از راه دور جهان ما را به چالش کشیده‌اند. او می‌گوید که این تحولات محیطی سیال و غیرقابل‌پیش‌بینی ایجاد کرده‌اند که کانون‌های سنتی قدرت را دچار بحران کرده‌است.